# Горечавка шероховатая
Гореча́вка шерохова́тая (лат. Gentiána scábra) — растение семейства Горечавковые, произрастающее на российском Дальнем Востоке в странах Восточной и Юго-Восточной Азии, вид рода Горечавка.

## Биологическое описание
Это многолетнее корневищное травянистое растение с несколькими невысокими стеблями и многочисленными шнуровидными корнями.
Листья сидячие супротивные яйцевидно-ланцетные с заострённой верхушкой и тремя главными жилками.
Цветки с тёмно-синим трубчато-колокольчатым пятилепестным венчиком. Они сидят пучком на верхушках стеблей и одиночно в пазухах верхних листьев.
Плод — многосемянная коробочка.

## Химический состав
Корни и корневище растения содержат 2—7 % горьких гликозидов иридоидной природы, в том числе генциопикрозид, амарогентин, амаропанин. Корни содержат также до 15 % трисахаридагенцианозы, до 6 % жиров, много различных пектинов и до 0,5 % пиридиновых алкалоидов.

## Использование
Настойка корня применяется как средство, возбуждающее аппетит и улучшающее пищеварение.
|                       |  |
| Горечавка шероховатая |  |